# دراج رمادي
الدراج الرمادي هو نوع من الدراج الموجود في السهول والأجزاء الأجف في شبه القارة الهندية وإيران. وهي في الأساس طيور تعيش على الأرض وتوجد في الأراضي المزروعة المفتوحة وفي الغابات الشجيرات واسمها المحلي تيتار يعتمد على نداءاتها العالية والمتكررة كا-تي-تار... الذي يصوّته طائرٌ أو أكثر. يمكن أن يشير مصطلح تيتار أيضًا إلى طيور الحجل والسمان الأخرى. يجذب استدعاء الذكور خلال موسم التكاثر المنافسين، وقد استُخدمت الأفخاخ الخداعية لاصطياد هذه الطيور خصيصًا لمصارعة الديوك.